# Eduarda Amorim
Eduarda Idalina Amorim (ur. 23 września 1986 w Blumenau) – brazylijska piłkarka ręczna, reprezentantka kraju, grająca na pozycji lewej rozgrywającej. Mistrzyni Świata 2013. Turniej odbywał się w Serbii, na jego zakończenie została wybrana MVP. Obecnie występuje w Győri ETO KC.

## Sukcesy

### reprezentacyjne
- Mistrzostwa Świata:
  -  2013
- Mistrzostwa Ameryki Południowej:
  -  2007, 2011, 2013

### klubowe
- Mistrzostwa Węgier:
  -  2009, 2010, 2011, 2012, 2013, 2014, 2016, 2017
- Puchar Węgier:
  -  2009, 2010, 2011, 2012, 2013, 2014, 2015, 2016
- Liga Mistrzyń:
  -  2013, 2014, 2017
  -  2012, 2016
- Mistrzostwa Macedonii:
  -  2005, 2006, 2007, 2008
- Puchar Macedonii:
  -  2005, 2006, 2007, 2008

## Życie prywatne
Jej starszą siostrą jest Ana Amorim, także brazylijska szczypiornistka.

## Nagrody indywidualne
- 2013 - MVP mistrzostw świata 2013
- 2016 - najlepsza obrończyni Ligi Mistrzyń
- 2017 - najlepsza obrończyni Ligi Mistrzyń